# Roullin Point
Der Roullin Point (französisch Pointe Roullin) ist eine Landspitze am südlichen Ausläufer der Booth-Insel im Wilhelm-Archipel westlich der Antarktischen Halbinsel. Sie markiert die westliche Begrenzung der südlichen Einfahrt zum Lemaire-Kanal.
Die erste Sichtung geht vermutlich auf den deutschen Polarforscher Eduard Dallmann zurück, der diese Gewässer zwischen 1873 und 1874 mit dem Auxiliarsegler Groenland befahren hatte. Teilnehmer der Vierten Französischen Antarktisexpedition (1903–1905) kartierten die Landspitze. Der Expeditionsleiter und Polarforscher Jean-Baptiste Charcot benannte sie nach dem französischen Fregattenkapitän Adrien Paul Émile Roullin (1859–unbekannt). Das Advisory Committee on Antarctic Names übertrug diese Benennung 1952 ins Englische.